# Swarnalatha
Swarnalatha (Chittur-Thathamangalam, 29 de abril de 1973 – Chenai, 12 de setembro de 2010) foi uma cantora indiana. Ela tinha rendido cerca de 6000 músicas em vários idiomas, incluindo tâmil, canarês, telugo, hindi, malaiala, urdu e badaga.